# Christopher Columbus Langdell
Christopher Columbus Langdell (22 mai 1826 - 6 juillet 1906) est un juriste américain et professeur de droit qui était doyen de la Faculté de droit de l'Université Harvard de 1870 à 1895.
L'héritage du doyer Langdell réside dans les réformes éducatives et administratives qu'il a apportées à la Faculté de droit de  Harvard, une tâche qui lui a été confiée par le président Charles William Eliot. Avant le mandat de Langdell, l'étude du droit était une activité plutôt technique dans laquelle on disait simplement aux étudiants ce qu'est le droit. Langdell a appliqué les principes du pragmatisme à l'enseignement du droit, ce qui a obligé les étudiants à utiliser leurs propres facultés de raisonnement pour comprendre comment le droit pouvait s'appliquer dans une situation donnée. 
Ce processus dialectique a été qualifié de méthode des recueils de jurisprudence (anglais : casebook method) et est depuis la principale méthode de pédagogie dans les facultés de droit américaines. Cette méthode fondée sur les cas d'application a depuis été adoptée et améliorée par des écoles dans d'autres disciplines, telles que les affaires, les politiques publiques et l'éducation. Cette innovation, associée à l'introduction par Langdell de principes strictement méritocratiques dans l'évaluation des candidats, l'a amené à être considéré comme « sans doute l'enseignant le plus influent dans l'histoire de la formation professionnelle aux États-Unis ». 

## Biographie
Christopher Langdell est né dans la ville de New Boston (New Hampshire), d'ascendance anglaise et scotto-irlandaise. Il étudia à la Phillips Exeter Academy en 1845-1848, au Harvard College en 1848-1850 et à la Harvard Law School en 1851-1854. En tant qu'étudiant, il a été l'un des premiers bibliothécaires de la Harvard Law School. De 1854 à 1870, il a exercé le droit à New York. En janvier 1870, il reçut une invitation de Charles William Eliot| pour prendre la chaire de Dane Professor of Law à la Harvard Law School. Langdell a accepté l'offre et est devenu peu après doyen de la Faculté de droit, succédant à Theophilus Parsons, dont il avait contribué au Traité sur le droit des contrats (1853) en tant qu'étudiant. En tant que doyen, il a introduit des changements radicaux dans le programme de la faculté de droit, prolongeant la durée du programme académique d'un à deux ans et remplaçant le système de cours magistral à l'ancienne avec un nouveau système de scolarité qui nécessitait un niveau d'engagement et de contribution nettement plus élevé de la part des étudiants. Il a été élu membre de l'Académie américaine des arts et des sciences en 1870 et a reçu le diplôme de LL.D.  en 1875.
Langdell a démissionné du décanat en 1895, est devenu en 1900 professeur émérite de la chaire Dane Professor of Law et le 6 juillet 1906 il est décédé à Cambridge. En 1903, une chaire de la faculté de droit a été nommée en son honneur. Après sa mort, le bâtiment universitaire principal de l'école lui a été dédié, abritant à la fois la plus grande bibliothèque de droit universitaire et des salles de classe, et il a été nommé Langdell Hall.
Langdell a fait de la Harvard Law School un succès en remodelant son administration.
Dans une correspondance privée du 13 avril 1915, Charles W. Eliot écrivait : in [18]70 et [18]71, et le long combat pour le développement du système électif.".

## Œuvres
- Selection of Cases on the Law of Contracts (1871, the first book used in the case system; enlarged, 1879)[5]
- A Selection of Cases on Sales of Personal Property (1872)[6]
- A Summary of Equity Pleading (1877, 2nd ed., 1883)[7]
- Cases in Equity Pleading (1883)
- Brief Survey of Equity Jurisdiction (1905)